# Афричка музика
Традиционална музика Африке је с обзиром на пространост континента, историјски древна, богата и разнолика, са различитим регионима и афричким народима који имају много различитих музичких традиција. Музика у Африци је веома важна када је у питању религија. Песме се користе у ритуалима и верским церемонијама, као што је на пример преношење прича из генерације у генерацију, али и због ритуала сличним призивању кише.
Традиционална музика се на већем делу континента преноси усмено (аурално), ретко где постоје писмени извори ове музике. У подсахарским афричким музичким традицијама често се користе ударалачки инструменти, што најчешће укључује ксилофон, џембе, бубњеве и инструменте за производњу тонова као што је калимба.
У музици и плесу афричке дијаспоре, која се у различитим степенима формира у афричким музичким традицијама, спадају америчка музика и многи карибски жанрови, као што су сока, калипсо и зук. Латиноамерички музички жанрови као што су румба, конга, бомба, кумбија, салса и самба, такође су чести у Африци, а заузврат су утицали и на афричку популарну музику.
Као и музика Азије, Индије и Блиског истока, афричка је такође високо ритмичка музика. Афричка музика се састоји од сложених ритмичких образаца, често укључујући један ритам који се супротставља другом, стварајући полиритам. Најчешћи полиритам ствара три откуцаја на врху два, као триплет који се игра супротстављањем правих нота. Поред ритмичне природе музике, афричка музика се разликује од западне музике, јер се различити делови музике не комбинују хармонично. Афрички музичари, за разлику од западних музичара, не желе да комбинују различите звуке на начин који је погодан за уво. Уместо тога, њихов циљ је изражавање живота, у свим његовим аспектима, путем медија звука. Сваки инструмент или његов део може представљати одређени аспект живота или различитог лика; линија сваког инструмента / дела је важнија од тога како се различити инструменти и делови уклапају заједно. Разумевање афричке музике постаје још теже када сматрате да нема писану традицију; или је има мало или не постоји писана музика за проучавање или анализу. Због тога је скоро немогуће забележити музику, посебно мелодије и хармоније. Постоје суптилне разлике у тону и интонацији које се не могу лако превести на Западну нотацију. Афричка музика се најслишније придржава западних тетратонских (три ноте), пентатонских (пет ноти), хексатонских (шест ноти) и хептатоничких (седам ноти) вага. Хармонизација мелодије остварује се певањем у паралелним трећинама, четвртима или петинама. Још један препознатљив облик афричке музике је његова природа позивања и реаговања: један глас или инструмент игра кратку мелодичку фразу, а ту реч одражава други глас или инструмент. Природа позива и одговора проширује се на ритам, где један бубањ игра ритмички шаблон, који се понавља од стране другог бубња који игра исти шаблон. Афричка музика је такође веома импровизована. (Ово говори о недостатку писане традиције.) Обично се игра основни ритмички узорак, а бубњари затим импровизују нове обрасце преко статичких оригиналних шаблона.

## Музика по регионима

### Северна Африка и рог Африке
Седиште северне Африке су древни Египат и у њему Картагина, цивилизација са јаким везама са Блиским истоком који је утицао на античку грчку и римску културу. На крају, Египат је пао под персијску владавину, праћено грчком и римском владавином, док су касније њом владали Римљани и Вандали. Северну Африку су касније освојили Арапи, који су овај регион успоставили као Магреб из арапског света.
Као и музички жанрови долине Нила и рога Африке, музика ових области има блиске везе са блискоисточном музиком и користи сличне мелодичне групе. Северноафричка музика има значајан домет, у области од музике древног Египта до Берберских и Туарегских пустињских номада. Уметничка музика региона је вековима пратила контекст арапске и аналузијске класичне музике: његови популарни савремени жанрови укључују алжирски Рај.
Са њима се може груписати музика Судана и Афричког рога, укључујући музику Еритреје, Етиопије, Џибутија и Сомалије. Сомалијска музика је обично пентатонска, користећи пет парцела по октави у разлици од хептатонске (седам нота) скале, што је главна скала. Музика етиопских планина користи основни модални систем који се зове кенет, од ког настаје четири главна начина: тезета, бати, амбасел и анкихои. Три додатна начина су варијације горе: тезета минор, бати мајор и бати минор. Неке песме узимају име њиховог кенета, као што је тизита, песма реминисценције.

### Западна, централна, југоисточна и јужна Африка
Етномузиолошки пионир Артур Морис Џонс (1889–1980) схватио је да је ритмички принцип под-сахарске музичке традиције базиран на једном главном систему. Слично томе, професионални бубњар и научник C. K. Ladzekpo, потврђује дубоку хомеогеност за под-сахарски ритмички принцип.
Афричка традиционална музика често функционише у природи. Наступи могу бити дуги и често укључују учешће публике. На пример, постоје разне врсте радних песама, као што су песме које прате порођај, веридбу, лов и политичке активности, музика за одбрану злих духова и поштовање добрих духова, духова мртвих и предака. Ништа од овога се не одвија изван предвиђеног социјалног контекста и већина је повезана са одређеним плесом. Неке од њих, које обављају професионални музичари, чине церемонијалну музику извођену на краљевским судовима.
Музиколошки, под-сахарска Африка се може поделити на четири регији:
- Источне регије (светлозелена област на мапи) укључује музику Уганде, Кеније, Руанде, Бурундија, Танзанија, Малавија, Мозамбика и Зимбабвеа као и острвске музику Мадагаскара, Сејшелија, Маурицијуса и Комора. На многе од њих је утицала Арапска музика, као и музика Индије, Индонезије и Полинезије, иако су углавном аутохоне музичке регије под-сахарских земаља првенствено Нигеро-конгоанским језицима.
- Јужне регије (браон област на мапи) укључује музику Јужноафричке Републике, Лесота, Свазиленда, Боцване, Намибије и Анголе.
- Централне регије (тамноплава област на мапи) укључује музику Чада, Централноафричке Републике, Демократске Републике Конго и Замбије, као и музику Пигмејаца.
- Западне регије (жута област на мапи) укључује музику Сенегала, Гамбије, Гвинеје, Гвинеје Бисао, Сијера Леонеа и Либерије, на унутрашњим равницама музика Малија, Нигера и Буркине Фасо, на приобалним земљама Обале Слоноваче, Гане, Тогоа, Бенина, Нигерије, Камеруна, Габона и Републике Конго, те острва као што је музика Сао Томе и Принципе.

Јужна, централна и западна Африка су сличне у широкој субсахарској музичкој традицији. Оне такође имају неколико пратећих утицаја, из муслиманских региона Африке.
Западноафричка музика има регионалне варијације, с муслиманским регионима који садрже елементе исламске музике и немуслиманских региона под утицајем аутохтоних традиција, каже историчар Силвиане Дуоф и етномузиколог Герхард Кубик. Према Дуофу, традиционална муслиманска западно афричка музика садржи елементе исламског позива на молитву (пореклом из Билала ибн Раба), укључујући текстове који похваљују Бога, мелодију, забележене промене. Према Кубику, вокални стил муслиманских западноафричких певача „користећи мелисму, таласасту интонацију и тако даље представља наслеђе тог великог региона западне Африке који је био у контакту са арапско - исламским светом Магреба у седмом и осмом веку”. Што се тиче инструментације, Кубик примећује да су стрингиране инструменте (укључујући претеће бањо) традиционално фаворизовали муслимански инструменти западне Африке, док су бубњеве традиционално фаворизовали немуслимански инструменти западне Африке.